# Вот моя деревня (фильм, 1972)
«Вот моя деревня» — советский детский телевизионный художественный фильм режиссёра Бориса Дурова. Снят на ТО «Экран» по сценарию Юза Алешковского в 1972 году.

## Сюжет
Двое друзей с упоением читают «Приключения Шерлока Холмса» и используют, с разрешения директора школы, дедуктивный метод при розыске пропавшего классного журнала.
Тот же метод помогает им узнать истинную причину похищения дорогого охотничьего ружья у приехавшего в гости к их односельчанам городского родственника. На поверку ружьё оказалось не слишком дорогим и его никто не похищал, — но расследование всё равно получилось увлекательным.
По просьбе деда Антона, ребята, ставшие знаменитыми в своей деревне сыщиками, помогают доказать культурную значимость его старого дома и добиваются организации в нём музея деревянного зодчества.

## В ролях
| Актёр                | Роль                                |
| -------------------- | ----------------------------------- |
| Петя Черкашин        | школьник Вася Орешкин               |
| Андрей Харыбин       | школьник Митя Лавриков              |
| Виктор Ильичёв       | Кузьма Буреломов                    |
| Александр Плотников  | дед Антон                           |
| Виталий Соломин      | директор школы Дмитрий Николаевич   |
| Александр Кузнецов   | директор совхоза Александр Павлович |
| Зоя Фёдорова         | уборщица в школе тётя Глаша         |
| Ирина Мурзаева       | учительница Тереза Ивановна         |
| Ирина Каморная       | Ангелина Михайловна                 |
| Владимир Грамматиков | Юрка Гурцов                         |
| Галина Кмит          | иностранка в музее                  |
| Юрис Стренга         | Шерлок Холмс                        |
| Елена Драпеко        | эпизод                              |
| Серёжа Козлов        | школьник                            |
| Надя Гурина          | школьница                           |
| Саша Галанский       | школьник                            |
| Серёжа Гавриленко    | школьник                            |

## Съёмочная группа
- Авторы сценария: Юз Алешковский, Борис Дуров
- Режиссёр-постановщик: Борис Дуров
- Оператор-постановщик: Александр Воропаев
- Художник-постановщик: Александра Конардова
- Композитор: Евгений Птичкин
- Текст песен: Михаил Пляцковский

## Серии
- 1 серия: «Таинственное похищение»
- 2 серия: «Загадка охотничьего ружья»
- 3 серия: «Очная ставка»
- 4 серия: «Операция „Седая борода“»

Также сняты два фильма-продолжения с теми же героями и той же съёмочной группой: «Аварийное положение» (1973) и «Происшествие» (1974).